# Hay que educar a Niní
Hay que educar a Niní es una película argentina dirigida por Luis César Amadori y protagonizada por Niní Marshall, se estrenó el 17 de julio de 1940 en el cine Monumental.
Sin groserías y sin falsos recursos para provocar la risa, Niní Marshall crea una de las mejores comedias que ha dado el cine argentino. Sin recrear ninguno de sus populares personajes, se interpreta a sí misma venciendo su natural timidez.

## Sinopsis
Niní es una actriz desempleada contratada por dos abogados para hacerse pasar por la hija de un hombre adinerado al cual intentarán chantajear haciéndole creer que la chica es el fruto de un amorío del pasado.
En lugar de rechazarla, el millonario la adopta a escondidas de su mujer y la interna en un colegio de mujeres para mejorar su educación.

## Crítica
Diferentes especialistas de cine han opinado sobre la película: El sitio web especializado Cinedor la considera una de las mejores comedias del cine argentino en donde su principal estrella (Marshall) no interpreta a ninguno de sus personajes, sino que actúa como sí misma dominando su natural timidez.
Por su parte, la crítica de cine Lucía Rodríguez Riva la señala como el primer producto de la dupla Marshall-Amadori en el cine. La crítica menciona el hecho de que aquí, como en otras tres películas, el personaje principal se llama Nini y se caracteriza por las constantes mentiras siempre hechas de forma piadosa.

## Reparto
- Niní Marshall.... Niní Reboredo
- Francisco Álvarez.... Tristán Montero
- Pablo Palitos.... Arturito
- Nuri Montsé.... Eugenia
- Héctor Calcaño.... Baeza
- Cirilo Etulain..... Molina
- Carlos Lagrotta..... Jorge
- Elvira Quiroga  .... Edelmira
- Baby Correa..... directora
- Mecha López..... señorita Rolón, la vicedirectora
- Edna Norrell
- Delfy de Ortega..... Rebecca Mitovsky
- Mirtha Legrand..... alumna
- Silvia Legrand..... alumna
- Victoria Cuenca...... Señorita Rubi

## Otra información de la película
Con una duración de 1:30:02, está filmada en blanco y negro, la banda de sonido es monoaural, y la calificación es en Argentina: ATP.